# Clavofabellina abunda
Clavofabellina abunda (лат.) — вид вымерших ракообразных из семейства Clavofabellinidae класса ракушковых, живших во времена девонского периода.

## Палеобиогеография
Ископаемые остатки часто встречаются в томьчумышском горизонте, реже в ремнёвском. Распространены среди комплексов ракушковых из нижнего девона Новой Земли, Таймыра и хребта Сетте-Дабана. Нередко встречаются на вязовском горизонте. 

## Описание
Были малоподвижными мелкими бентосными ракообразными, жившими на поверхности грунта.

## История изучения и систематика
Вид был описан Поленовой Еленой Николаевной в 1968 году. Является типовым видом рода Clavofabellina.
Относится к видам, связывающим ремнёвских ракушковых с томьчумыскими.  
Выделяют в два подвида: Clavofabellina abunda minor и Clavofabellina abunda miscella. 